# Aigue-marine
Cet article concerne la pierre fine. Pour la couleur à laquelle elle a donné son nom, voir aigue-marine (couleur).
L'aigue-marine (du latin aqua marina, « eau de mer ») est un minéral du groupe des silicates, sous-groupe des cyclosilicates. C'est une variété de béryl, transparente, de couleur bleu clair évoquant l'eau de mer, d'apparence proche de la topaze. C'est une pierre fine ; autrefois appelée également pierre semi-précieuse, cette appellation est aujourd’hui interdite du point de vue commercial.

## Synonymes
- bérylite[3]
- aéroïde (cité par Pline l'Ancien dans son Histoire naturelle)
- chrysolite de Sibérie[4]

## Critères de détermination
L'aigue-marine est transparente, d'éclat vitreux et de couleur incolore à bleu verdâtre clair. Du fait de son polychroïsme, elle peut apparaître d'un bleu très pâle à bleu-vert (coloration par les fers ferreux et ferrique), selon la direction d'observation. Elle ne présente pas de fluorescence lorsqu'elle est soumise à du rayonnement ultraviolet. Son trait est blanc. Elle se trouve sous forme de cristaux prismatiques hexagonaux allongés. Sa fracture est irrégulière et conchoïdale.
L'aigue-marine est soluble dans l'acide fluorhydrique.

## Gisements producteurs de spécimens remarquables
L'aigue-marine se rencontre souvent dans les pegmatites granitiques.
Des gemmes de 100 kg ont été trouvées au Brésil.
De beaux cristaux sont également présents à Dasu, au Pakistan.
Gisements français :
- Montredon-Labessonnie, Tarn, Midi-Pyrénées[5] ;
- Mine  des Montmins (Veine sainte-Barbe), Échassières, Allier, Auvergne[6] ;
- Carrière de La Lande, Plumelin, Morbihan, France[7].

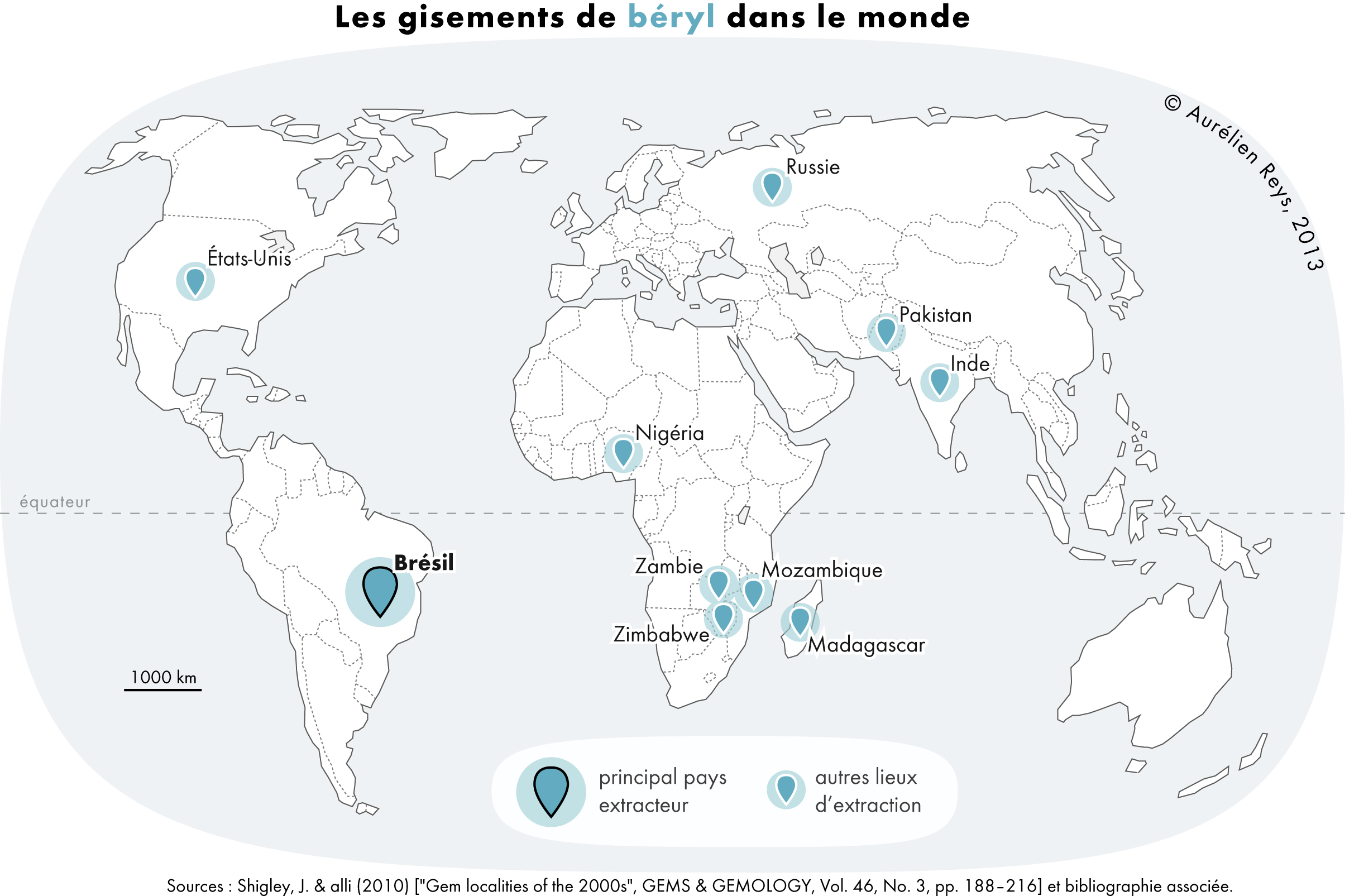
Carte des principaux pays producteurs de béryls dans le monde

## Symbolique
La couleur marine de ce minéral fait qu'il a été utilisé comme talisman pour les marins. Symbole de fidélité entre jeunes mariés, c'est un cadeau censé leur garantir un mariage heureux, ce béryl symbolise 23 ans de mariage.

## Galerie

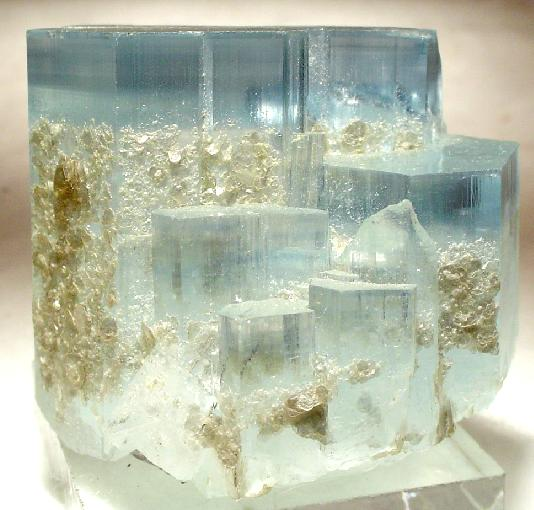
Aigue-marine, Haramosh Mts., Pakistan, 3,7 × 3,5 × 3,3 cm
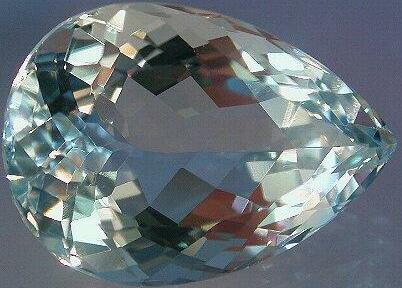
Aigue-marine taillée
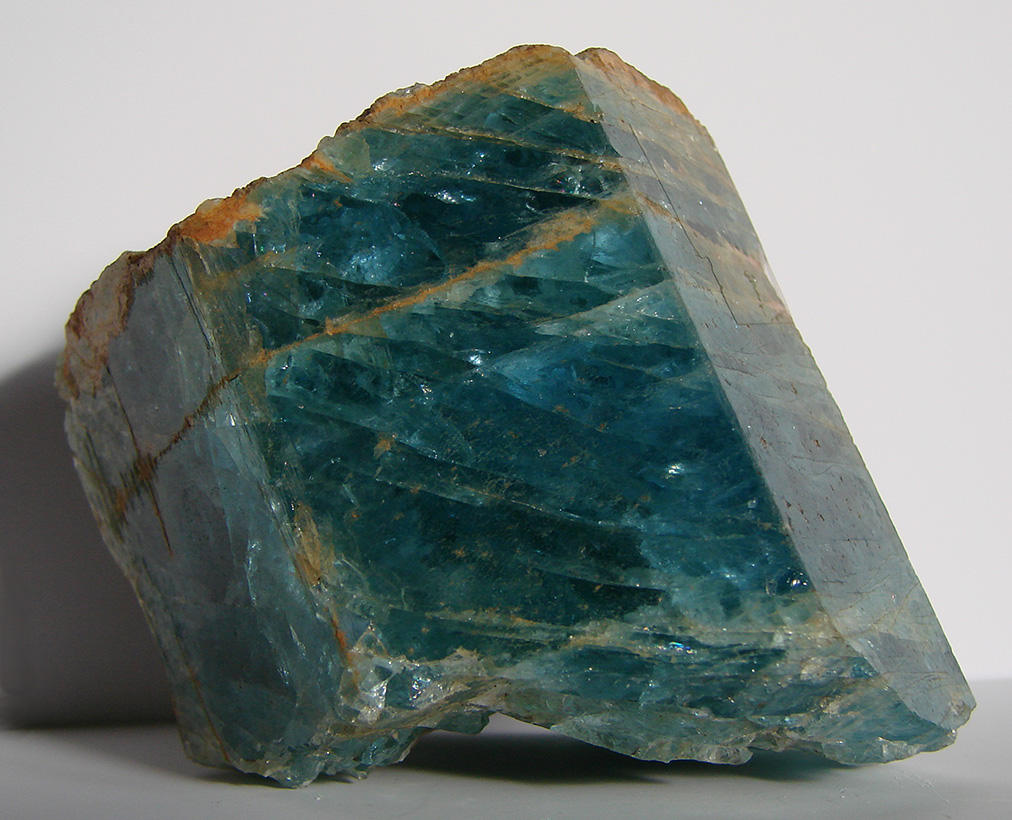
Aigue-marine brute dite pierreuse
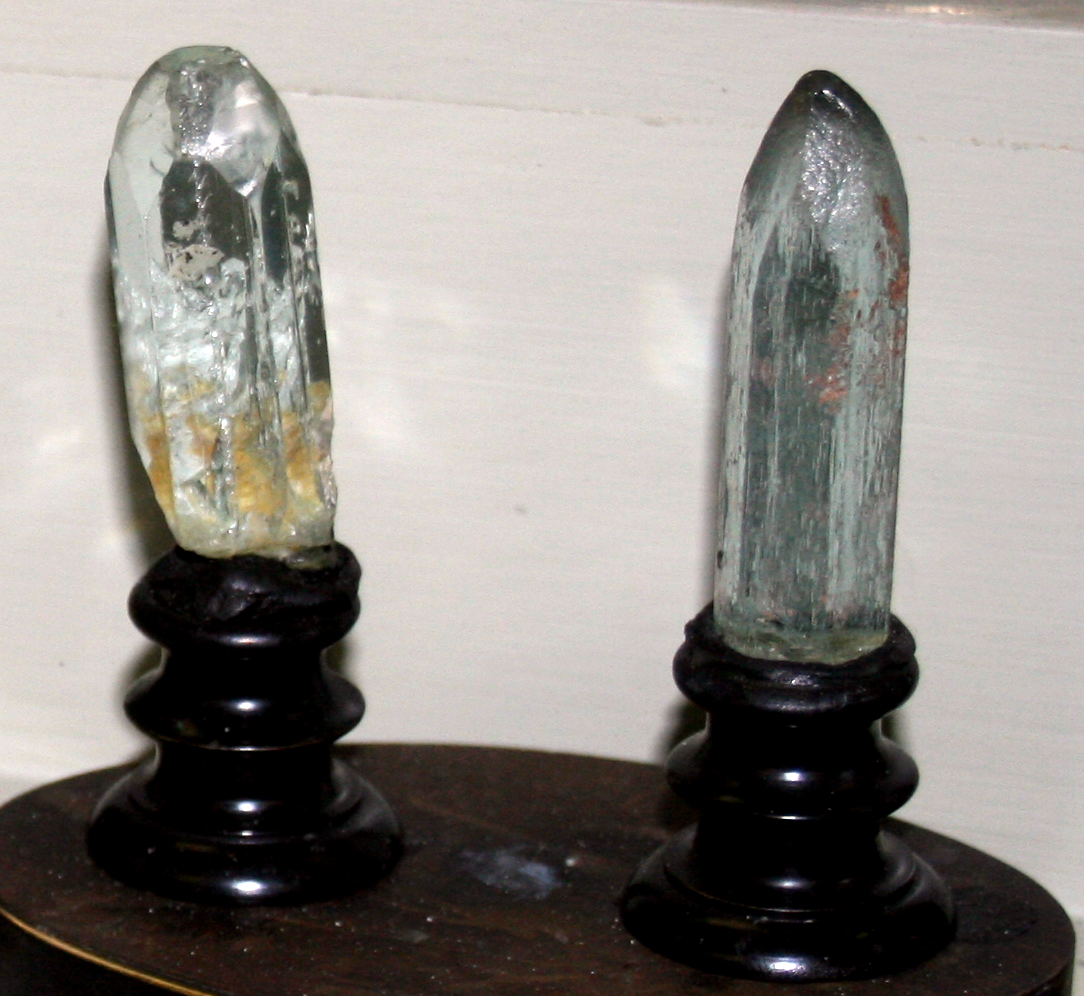
Aigue-marine brute - Muséum de Prague